# Warhammer 40,000: Space Marine 2
Warhammer 40,000: Space Marine 2 — шутер от третьего лица в сеттинге Warhammer 40,000, разработанный студией Saber Interactive и изданный Focus Entertainment. Сиквел игры Warhammer 40,000: Space Marine 2011 года. Релиз игры состоялся 9 сентября 2024 года (5 сентября для предзаказавших улучшенное издание игры) на платформах Windows, PlayStation 5 и Xbox Series X/S.

## Игровой процесс
Space Marine 2 продолжает идеи своей предшественницы: это шутер от третьего лица, совмещённый с жанром hack and slash. Игроку придётся использовать как дальнобойное оружие для сражения со слабыми врагами, так и холодное оружие для борьбы с более сильными врагами, так как пули на них не действуют. Здоровье восстанавливается, если добить врага или использовать лечебный стимулятор. Броня восстанавливается сама по себе со временем. В сюжетную кампанию можно играть как одному, так и втроём. Также, имеются и полностью сетевые режимы, например, битвы в формате 6-на-6.

## Сюжет игры

### Сеттинг
Сюжет игры продолжает историю космодесантника ордена Ультрамаринов Деметрия Тита, протагониста Warhammer 40,000: Space Marine. Действие разворачивается в начале 42-го тысячелетия, в Эру Неодолимости. После возвращения из небытия Робаута Жиллимана, примарха Ультрамаринов, Империум Человечества развернул общегалактическую кампанию, известную как Неодолимый Крестовый Поход (англ. Indomitus Crusade), цель которого — отвоевать потерянные миры у врагов. Однако, когда кажется, что Империум одерживает верх, в западной части обжитой людьми галактики появился огромный флот-улей «Левиафан» насекомоподобной расы тиранидов. Началась Четвёртая Тираническая война.
Основными противниками в игре выступают тираниды (предположительно, осколок флота-улья «Левиафан») и силы Хаоса. Тираниды — внегалактическая насекомоподобная раса, поглощающая все формы биомассы для своего развития и размножения. Силы Хаоса представлены легионом «Тысяча Сынов» — одним из девяти Легионов Предателей под предводительством Магнуса Красного, служащим Тзинчу, одному из четырёх богов Хаоса, покровителю колдовства, манипуляций и мутаций.
После событий первой части капитан 2-й роты ордена Ультрамаринов Деметрий Тит был арестован инквизитором Траксом по подозрению в ереси из-за своей необъяснимой стойкости к психическим силам Хаоса во время кампании на мире-кузнице Грайя. Хотя его признали свободным от скверны, Тракс продолжил держать Тита в заточении и пытал его целый век, безуспешно пытаясь добиться ответов. Тракс впоследствии был убит Серыми Рыцарями после того, как инквизитор был одержим демоном. Титу предложили вернуться в ряды своего ордена, если он того хочет. Так и не получив каких-либо вестей от собратьев с самого момента заточения, Деметрий уверился в том, что опозорил себя и имя благородных Ультрамаринов, и считая себя более недостойным имени ордена, отправился в изгнание, став Чёрным Щитом в Карауле Смерти — инквизиторском ордене, состоящем из Космических Десантников из различных орденов, и занимающемся борьбой с ксеносами.

### Сюжет
Тираниды атакуют имперскую систему Рецид. Архимагос Адептус Механикус Нозик Бета-12 призывает защиту джунглей Мира Смерти Кадаку и проекта «Аврора». Тит в составе истребительной команды Караула Смерти отправляется на защиту Кадаку, но остаётся единственным выжившим после атаки на транспортник. Он запускает вирусную бомбу в стратосферу, надеясь уничтожить тиранидов. В ходе битвы, Тита смертельно ранит карнифекс, но его спасают новоприбывшие Ультрамарины.
После пробуждения на боевой барже «Несокрушимый» Тита приветствует капеллан Квинт и сообщает тому о прохождении операции «Рубикон Примарис» по приказу магистра Марнея Калгара, что спасло ему жизнь и сделало примарисом — более высокой, сильной, быстрой и живучей версией космодесантника старого типа. Хотя Тит хочет вернуться в Караул Смерти, Квинт напоминает ему, что с него были сняты обвинения в ереси и что если он действительно хочет искупить свои грехи, то должен помочь своим боевым братьям. После возвращения в ряды Ультрамаринов в качестве лейтенанта, Квинт советует Титу сохранять своё прошлое в тайне и докладывать Севасту Акерану, нынешнему капитану 2-й роты, о своих делах. Акеран скептически относится к возвращению Тита, но всё же назначает его командиром отряда, в состав которого входят сержант Валорем Гадриэль и брат Медурас Кайрон.
Отряд прибывает на помощь 8-му Кадианскому полку Имперской Гвардии под командованием майора Саркааны и начинает свою миссию, в ходе которой они уничтожают один из кораблей-ульев тиранидов. После этого, отряд получает приказ эвакуировать архимагоса Нозика, занимающегося проектом «Аврора», но тот отказывается улетать без данных, связанных с проектом. Отряд успешно добывает данные и техножреца эвакуируют на транспортном корабле, однако его сбивают противники, и он терпит крушение на территории, подконтрольной тиранидам. Тит и команда спешат спасти Нозика, но прибывают слишком поздно — архимагос уже мёртв. Осматривая место крушения, они обнаруживают, что Нозик был убит не ксеносами, а силами Хаоса. Космодесантники находят таинственный предмет под обломками, на которых кровью написано слово «Имурах». Титу от одного вида осквернённых обломков и предмета становится не по себе и он теряет сознание. Отряд возвращается на боевую баржу. Пришедший в себя лейтенант сообщает Акерану, что Нозик погиб и что силы Хаоса вновь заявили о себе. Капитан приказывает ему отправиться в мир-улей Аваракс и найти ученика Нозика, Мориаса Люза, чтобы продолжить работу над проектом «Аврора».
Деметрий и его отряд достигают комплекса Адептус Механикус, где Тит получает доступ к когитатору и находит местонахождение Люза. Он также обнаруживает, что осколок, найденный Малумом Каэдо на Грайе, является источником энергии проекта «Аврора». Это открывает глаза лейтенанту и он просит Акерана остановить проект и уничтожить артефакт, но Акеран отказывается, заявив, что этот проект одобрен самим примархом Жиллиманом.
Вернувшись на Аваракс, десантники попадают в засаду сил Тысячи Сынов. Они преодолевают препятствия и находят убежище Люза. Однако Люз, услышав имя Тита, невзначай рассказывает о его прошлом — о его участии в кампании на Грайе и уничтожении Источника Силы около века назад. Это вызывает неприязнь у Гадриэля, одного из членов отряда. Деметрий просит Акерана связаться с магистром ордена, однако астропатический ретранслятор, необходимый для связи с Калгаром, находится под контролем тиранидов. Вдобавок вокруг передатчика образовалась мёртвая зона, не позволяющая использовать вокс-передачу.
Тит предлагает план — его отряд будут пробиваться к Астропатическому Передатчику, пока два других отряда выполняют следующие задачи — один устраняет тирана улья, что должно нарушить синаптическую связь между тиранидами, а другой — ликвидирует источник помех. Акеран соглашается с этим и Тит отправляется на выполнение нового задания. В ходе сражения на пути к Передатчику, внезапно объявляются космодесантники-предатели из легиона Тысячи Сынов, который во времена Ереси Хоруса обратился на сторону Хаоса. Тит встретился с астропатом Неомой, которую он попросил отправить сообщение магистру ордена. Во время ритуала Неома обвинила Ультрамарина в предательстве и попытке выманить Калгара с целью убить его. Снедаемый подозрениями Гадриэль нападает на Тита и пытается арестовать его, но останавливается, когда Кайрон, в юности, ставший свидетелем нападения Несущих Слово на Калт, застреливает Неому, заподозрив, что она была одержима Хаосом во время передачи сообщения. Тело Неомы взрывается энергией Варпа, что позволяет чернокнижнику Имураху из легиона Тысячи Сынов проникнуть в реальное пространство. После непродолжительной схватки Имурах сбежал, а Тит вернулся к Акерану, где ему сообщили, что Тысяча Сынов вторглась в систему и атакует мир-кладбище Демериум. Там находился проект «Аврора», а Люз пытался активировать оружие.
Прежде чем отправиться на штурм, Тит и Гадриэль уладили свои разногласия. Ультрамарины сразились с силами Тысячи Сынов, чтобы добраться до проекта «Аврора», расположенного под землёй. Внизу они обнаружили, что Демериум на самом деле является древним Миром-Гробницей Некронов, существовавшим ещё до того, как Великий Крестовый Поход озарил своим светом галактику. Вскоре космодесантники встретили Люза, который открыл им истинную цель проекта «Аврора». Проект позволял совместить технологии Некронов и Адептус Механикус, и его целью было закрыть Цикатрикс Маледиктум (более известный как Великий Разлом) — грандиозный варп-шторм, охвативший галактику в конце 41-го тысячелетия, и тем самым избавить галактику от Хаоса. Однако явившийся Имурах раскрыл свои истинные мотивы — он тайком влиял на мысли Адептус Механикус, чтобы они создали это устройство. Затем колдун убил техножреца и забрал источник энергии.
Выбравшись на поверхность отряд Тита увидел обелиск Некронов, который питался от Источника Силы и образовал массивный разлом Имматериума, через который к приспешникам Хаоса прибывало подкрепление. Воссоединившись с капитаном Акераном, Гадриэль предположил, что они смогут закрыть разлом, повернув меньшие обелиски, усиливающие главный, на противоположную полярность, что Люз продемонстрировал в катакомбах незадолго до своей смерти. Тит и его отряд сражались с войсками Тысячи Сынов, неся знамя Второй роты, пока Калгар и его подкрепление не прибыли на помощь. Магистр узнал о планах своих воинов и поддержал их инициативу. Ультрамарины отключили малые обелиски и атаковали главный.
Во время битвы Имурах заманил Калгара в ловушку, но Тит и его команда спасли своего магистра, после чего вступили в схватку с самим чернокнижником и Повелителем Перемен, высшим демоном Тзинча. Когда Имурах отвлёкся, Тит вновь уничтожил Источник Силы, что привело к смерти колдуна. В скором времени лейтенанта находят боевые братья, после чего он приходит в себя и узнаёт об их безоговорочной победе над силами зла. В знак выдающихся заслуг и героизма Калгар награждает Тита лавровым венком триумфатора и предлагает лейтенанту присоединиться к особой миссии, на время которой ему придётся покинуть Вторую роту. Приняв предложение магистра, Тит прощается с Гадриэлем и Кайроном, благодаря их за восстановление веры в боевое братство. Перед вылетом Тит встречает Квинта, который хвалит Тита за проделанную работу, но при этом заявляет, что он будет продолжать следить за ним, и если Деметрий поддастся порче, то не проявит пощады. Завершая разговор капеллан снимает свой шлем, после чего выясняется, что всё это время им являлся брат Леандр, прежний товарищ Тита, по доносу которого Деметрий был заключён под арест Инквизицией.
После этого Тит и Леандр поднимаются на борт корабля «Меч Калта» и вместе с Калгаром улетают на особую миссию.

## Разработка
Анонс игры состоялся 9 декабря 2021 года во время церемонии The Game Awards 2021. Разработчики подтвердили, что главным героем останется космодесантник ордена Ультрамаринов Тит (протагонист Warhammer 40,000: Space Marine). Тираниды выступят в качестве врагов. Также было объявлено, что для озвучения Тита был привлечён другой актёр — Марка Стронга сменил Клайв Стэнден. На Summer Game Fest 2023 было также объявлено о поддержке кооперативной игры (до трёх игроков). Релиз Warhammer 40,000: Space Marine 2, первоначально запланированный на зиму 2023 года, был перенесён на 9 сентября 2024 года. 5 сентября игра стала доступна для предзаказавших улучшенное издание, 9-го — для всех.

## Отзывы критиков
| Сводный рейтинг       | Сводный рейтинг                        |
| Агрегатор             | Оценка                                 |
| --------------------- | -------------------------------------- |
| Metacritic            | (PC) 83/100 (PS5) 83/100 (XSXS) 82/100 |
| OpenCritic            | 86/100                                 |
| Иноязычные издания    |                                        |
| Издание               | Оценка                                 |
| Edge                  | 6/10                                   |
| Eurogamer             | [ 19 ]                                 |
| GamesRadar+           | [ 20 ]                                 |
| Hardcore Gamer        | 4/5                                    |
| IGN                   | 8/10                                   |
| PCGamesN              | 6/10                                   |
| Push Square           | 9/10                                   |
| VG247                 | [ 25 ]                                 |
| Русскоязычные издания |                                        |
| Издание               | Оценка                                 |
| 3DNews                | 8/10                                   |
| GameMAG.ru            | 8/10                                   |
| PlayGround.ru         | 8/10                                   |
| StopGame.ru           | Изумительно                            |
| «Игромания»           | 8,5/10                                 |
| «Канобу»              | 8,5/10                                 |
| «НИМ»                 | 8,5/10                                 |

Space Marine 2 получила высокие оценки от игровой прессы. На агрегаторе рецензий Metacritic она имеет «преимущественно положительный рейтинг», по данным портала OpenCritic, 86 % критиков рекомендуют эту игру. Большинство обозревателей сошлись во мнении, что Space Marine 2 «прекрасный шутер от третьего лица», который точно понравится поклонникам жанра и особенно фанатам вселенной Warhammer 40,000. Space Marine 2 получилась удачным и логичным продолжением, в котором разработчики постарались улучшить каждый аспект первой части, сделав больший упор на геймплее. В числе минусов отмечаются небольшая продолжительность (7-8 часов на среднем уровне сложности, 10 на высоком), однообразность геймплея, а также скучность однопользовательского режима по сравнению с кооперативным. Обозреватель сайта Канобу назвал Warhammer 40,000: Space Marine 2 «отличным, брутальным экшеном, который без особых проблем заставит вас влюбиться в эту мрачную вселенную». По мнению журнала «Игромания», «Warhammer 40,000: Space Marine 2 прекрасно подойдёт и любителям первой части, и поклонникам вселенной […]. Сиквел стал заметно больше, лучше и величественнее». Рецензент сайта PlayGround.ru назвал игру вполне достойной звания «лучшей стрелялки года», посетовав лишь на «не очень большое количество контента сетевой игры». В свою очередь обозреватель GameMAG похвалил «брутальные битвы […] и давящую мрачную атмосферу», удачно совмещённую стрельбу с ближним боем, а также «сохранение свежести» до самого финала.
По информации Focus Entertainment, продажи игры составили 5 миллионов копий менее чем за три месяца после релиза.